# Zamarada chrysothyra
Zamarada chrysothyra är en fjärilsart som beskrevs av George Francis Hampson 1909. Zamarada chrysothyra ingår i släktet Zamarada och familjen mätare. Inga underarter finns listade i Catalogue of Life.